# Emile Cantillon
Emile Cantillon (Hasselt, 16 februari 1859 - Elsene, 27 april 1917) was een Belgisch beeldhouwer. Hij was vooral actief als portrettist.

## Levensloop
Hij kreeg zijn opleiding aan de academies van Hasselt (onder Jules Courroit), Leuven en Brussel in de periode 1878-1884. In 1882 en 1885 schreef hij zich in voor de wedstrijd van de Prijs van Rome maar kwam niet verder dan de voorbereidende proeven.
Hij verbleef een tiental jaar in Argentinië waar hij diverse beeldhouwkundige opdrachten realiseerde. Hij huwde er met de uit Parijs afkomstige Emérence Maes. Twee van zijn drie kinderen werden in Argentinië geboren. Na zijn terugkeer naar België vestigde Cantillon zich in het Brusselse. Een van zijn eerste opdrachten in België kaderde in de restauratie van de Sint-Quintinuskerk in zijn geboortestad.
In 1905 volgde Cantillon Courroit op als leraar aan de academie in Hasselt waar hij eveneens ging wonen. In 1917 diende hij zijn opdracht aan de Hasseltse academie wegens ziekte stop te zetten. Cantillon verhuisde naar Elsene waar hij enige tijd later stierf.

## Tentoonstellingen

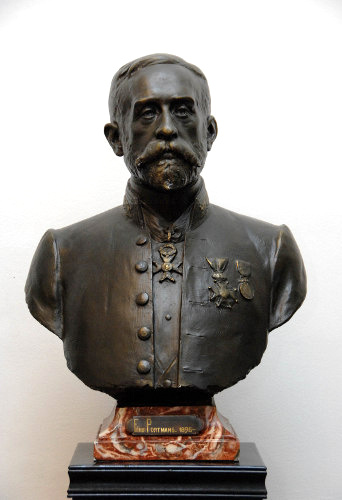
Buste van ridder Ferdinand Portmans, burgemeester van Hasselt van 1895 tot 1937.

- Salon 1902,Luik : Portret van Benoni Van der Gheynst
- Driejaarlijks Salon 1904, Antwerpen : Portret van Mevrouw Lemaire

## Verzamelingen
- Brussel, Stadhuis : statuette "Simon van der Eichen"
- Elsene, Begraafplaats : Grafmonument Franz Meerts
- Hasselt, Provinciebestuur : Portretbuste van kunstschilder en politicus Djef Anten
- Hasselt, Het Stadsmus : serie bustes van alle Hasseltse burgemeesters van 1830 tot 1900